# Langue Internationale
Pour l’article homonyme, voir Langue internationale (article générique sur diverses langues jouant un rôle international).

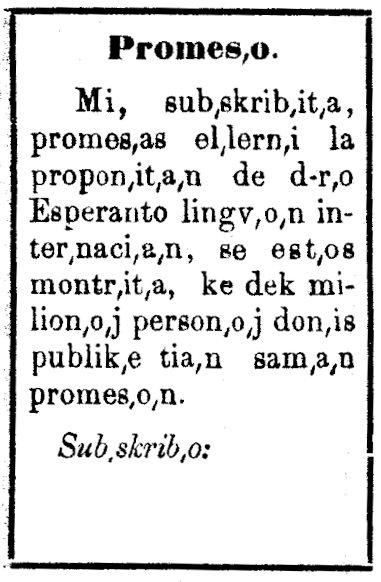

Langue Internationale est le nom de l'ouvrage publié à Varsovie en 1887 par Louis-Lazare Zamenhof, alors âgé de 28 ans, sous le pseudonyme Dr Esperanto (le docteur qui espère), et qui établit les bases de la langue qui sera popularisée sous le nom d'espéranto. Ce livre est fréquemment surnommé Unua libro (premier livre) car c'est le premier livre qui a marqué la naissance de l'espéranto et il est suivi d'un second (Dua libro). Il tente d'apporter une réponse aux difficultés causées par le plurilinguisme auquel Zamenhof est consacré dans sa ville natale de Białystok, qui héberge quatre communautés de locuteurs, de langues russe, polonaise, allemande et yiddish.

## Histoire
Langue Internationale reçoit l’autorisation de publication de la censure russe le 21 mai 1887 (2 juin dans le calendrier grégorien). Il est d'abord publié en russe, le 14 juillet 1887 (26 juillet dans le calendrier grégorien), sous le titre Международный языкъ. предисловіе и полный учебникъ (« Langue Internationale. Préface et manuel complet »). Toujours en 1887, en 1888 et 1889, il est suivi de versions traduites par l'auteur en polonais, français, allemand, yiddish, anglais, hébreu, suédois et lituanien, puis en danois, bulgare, italien, espagnol et tchèque en 1890.
Celui qui posa les bases de l'espéranto, L. L. Zamenhof, déclara : « une langue internationale, comme une nationale, est une propriété commune ». Zamenhof signa l'œuvre sous le nom de « Doktoro Esperanto » et le titre Esperanto resta comme le nom de la langue qui signifie, en espéranto, « celui qui espère ».
En 1905, Zamenhof réédita les seize règles de grammaire, en combinaison avec un Dictionnaire universel et une collection d'exercices, dans une œuvre intitulée Fundamento de Esperanto (« Fondation de l'espéranto »).

## Contenu
Ce livre se compose d'une introduction présentant les motivations de son auteur qui travaillait sur ce projet depuis l’adolescence :
1. Que la langue soit extrêmement facile, de manière qu’on puisse l’apprendre, comme qui dirait, en passant.
2. Que chacun qui apprendra cette langue, puisse aussitôt en profiter pour se faire comprendre des personnes de différentes nations, soit qu’elle trouve l’approbation universelle, soit qu’elle ne la trouve pas, c’est-à-dire, que cette langue puisse servir d’emblée de véritable intermédiaire aux relations internationales.
3. Trouver les moyens de surmonter l’indifférence de la plupart des hommes, et de forcer les masses à faire usage de la langue présentée, comme d’une langue vivante, mais non pas uniquement à l’aide du dictionnaire.

Se trouvent également les seize règles de grammaire, 900 racines de vocabulaire, et quelques textes en espéranto dont le Notre Père, quelques versets de la Bible, une lettre, de la poésie.
Le livre contient à la fin une mosaïque de coupons à découper, diffuser, signer et envoyer à Zamenhof : la promesse d’apprendre la langue et de le montrer à d’autres, afin que se développe l’idée que la langue a bien atteint son but d’internationalité : « Je soussigné, promets d’apprendre la langue internationale proposée par le docteur Esperanto, s’il se trouve que dix millions de personnes ont formulé publiquement la même promesse. »

## Impacts
Principalement un ouvrage de présentation de l’espéranto, le livre contient deux poèmes originaux en espéranto (Mia penso et Ho, mia kor’), ce qui crée et pose la première pierre de la littérature espérantophone.